# Cratere Rankine
Rankine è un cratere lunare di 10,48 km situato nella parte sud-orientale della faccia visibile della Luna.